# كلية التكنولوجيا والتعليم (جامعة حلوان)
كلية التكنولوجيا والتعليم، تعد واحدة من أهم الكليات العملية في الجامعات المصرية، والتي تمنح خريجيها درجة البكالوريوس في التعليم الصناعي، في التخصصات الهندسية المختلفة مثل: الكهرباء، والميكانيكا، والعمارة، ويوجد منها أربعة فروع جامعة قناة السويس، وجامعة بني سويف، وجامعة سوهاج، وجامعة حلوان، وجامعة السويس.

## النشأة
انشأ أول كلية تعليم صناعي بالقرار الوزارى رقم 258 لسنة 1989م، ككلية تابعة لوزارة التعليم العالى ثم صدر القرار الجمهورى رقم 83 لسنة 2006م بضم الكلية إلى جامعة حلوان. ، ثم انشأت ثاني كلية بالقرار الوزارى رقم 301 بتاريخ 8/3/1992 بانشاء كلية التعليم الصناعى ببنى سويف. ثم إنشاء كلية التعليم الصناعي بالسويس سنة 1995م بالقرار الجمهوري رقم 419 لسنة 1995, و اخيرآ إنشاء كلية التعليم الصناعي بسوهاج بالقرار الجمهوري رقم 126 لسنة  2006

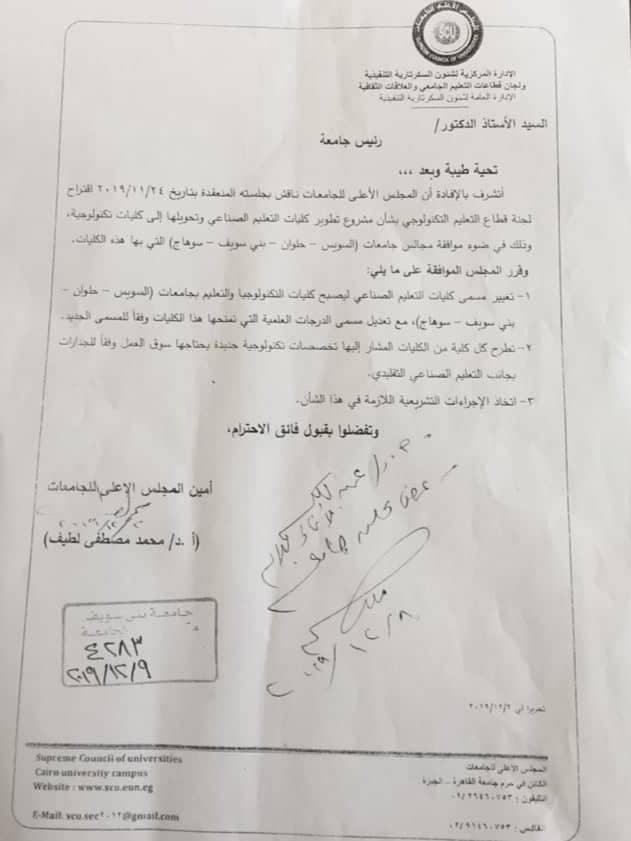

و قد وافق المجلس الأعلى للجامعات، في جلسته التي عقدت في 24 نوفمبر من عام 2019، برئاسة الدكتور خالد عبد الغفار، وزير التعليم العالي والبحث العلمي، علي تغيير مسمى كلية التعليم الصناعي بالجامعات الأربعة ليصبح كلية التكنولوجيا والتعليم الصناعي مع تعديل الدرجة العلمية التي تمنحها الكلية وفقآ للمسمي الجديد.

## لغة التدريس
تعد لغة الدراسة في كليات التعليم الصناعي هي اللغة الإنجليزية، عدا بعض المواد التربوية والتي تدرس باللغة العربية.

## هيئة التدريس
تتكون هيئة التدريس بكليات التعليم الصناعي من أعضاء هيئات التدريس بكليات الهندسة المختلفة فعلى مدار عشرات السنوات وتلعب كليات التعليم الصناعي دورها الأساسي الذي كان معد لها في الأساس في إعداد خريج مؤهل فنيآ وهندسيآ للعب دور المهندس التطبيقي والتكنولوجى بمواقع العمل المختلفة وعليه لجأ خريجي كليات التعليم الصناعي إلى الصناعة من واقع دراستهم حيث أن الدراسة في الكلية تعتمد في الأساس على دراسة المناهج والمقررات الهندسية والتي تدرس في كليات الهندسة المصرية كما أن أعضاء هيئة التدريس في الكلية هم بالأساس أساتذة كليات الهندسة. ولكن المشكلة التي واجهت خريجي كليات التعليم الصناعي هو عدم وجود مسمى وظيفي هندسي معتمد من الدولة يليق بالكفاءة العلمية والعملية للخريجين والذي يصل عدد سنوات دراسة الخريج الواحد إلى 9 سنوات لتخصص هندسي واحد.
وخلال تلك الفترة لم ييأس خريجي كليات التعليم الصناعي وقبلوا العمل بسمي «فني» أو «مشرف» وهم حاصلون على شهادات جامعية عليا من الدولة تعادل بكالوريوس الهندسة التطبيقية في الولايات المتحدة الأمريكية وبعض الدول العربية وهذا ما جعل الخريجين يتعرضون لكل أشكال التمييز في العمل والظلم في مواقع العمل المختلفة رغم انهم يتقلدون مناصب هندسية وإدارية يقوم بها خريجيي كليات الهندسة وأعضاء نقابة المهندسين المصرية.
وسافر العديد من خريجيي كليات التعليم الصناعي للعمل بالدول العربية وفي بادئ الأمر كان الخريج يسافر بتأشيرة مهندس حتى مطلع عام 2012 حيث قامت نقابة المهندسين المصرية بمخاطبة سفارات مصر بمختلف الدول العربية للتأكيد على عدم قيد خريج كليات التعليم الصناعي كمهندسين. مما أدي إلى استغلال بعض الدول لهذا الخطاب في تغيير عقد الخريج إلى وضع مادي ومعنوي اقل رغم انه يتقلد وظائف هندسية مرموقة.
و هنا لجأ الخريجين إلى كل الأبواب لطرقها للبحث عن حل لقضية خريجيي كليات التعليم الصناعي دون جدوى. وكانت الرؤية بالتحرك في مسارين مختلفين إما باستكمال الدراسة لمدة عام في كليات الهندسة والحصول على بكالوريوس الهندسة والانضمام لنقابة المهندسين أو تعديل اللوائح الداخلية لكلية التعليم الصناعي بحيث يكون فيها شعبتين واحدة للتعليم الصناعي والأخرى للهندسة التطبيقية والتكنولوجية.

ومع انطلاق ثورة الخامس والعشرون من يناير بدأ الحراك الطلابي بتنظيم مظاهرة كبيرة يوم 28 مارس داخل كليات التعليم الصناعي وبعدها نظم الطلاب والخريجين بتنظيم تظاهرة حاشدة يوم 29 مارس أمام وزارة التعليم العالي تحولت بعد ذلك إلى اعتصام دام قرابة العشرون يوما.
اسفر عن صدور قرار  بتاريخ التاسع من أبريل لعام 2011 من دكتور عمرو عزت سلامة وزير التعليم العالي يشمل تشكيل لجنة من أساتذة كليات الهندسة والتعليم الصناعي لتنظيم أعمال المقاصة الخاصة بخريجي كليات التعليم الصناعي الراغبين في الالتحاق بكليات الهندسة، وتتولى هذه اللجنة الاطلاع على مستندات المتقدم وتشكيل لجنة ثلاثية متخصصة لإعداد المقاصة كاملة للطالب في ضوء مقارنة اللائحة الدراسية لكلية التعليم الصناعي التي تخرج منها باللائحة الدراسية لكلية الهندسة الراغب في الالتحاق بها، ومراجعة المقاصة للتأكد من استفادة المتقدم مما درسه بكلية التعليم الصناعي.
و أن يقوم رئيس لجنة قطاع التعليم الصناعي بالمجلس الأعلى للجامعات بتسليم الوزير التوصيف الخاص بخريجي كليات التعليم الصناعي تمهيداً لإرسالها إلى كل من وزير القوى العاملة والهجرة، ورئيس الجهاز المركزي للتنظيم والإدارة لإعداد التوصيف النهائي للوظائف التي يمكن أن يشغلها خريجي هذه الكليات في إطار هيكلة العمالة بالدولة وتم إنهاء الاعتصام على وعد بمقاصة عادلة لمدة عام دراسي واحد كما حدث مع معهد الكفاية الإنتاجية ومعهد الطاقة بأسوان.

حتى صدر قرار المجلس الأعلى للجامعات والدكتور معتز خورشيد بتاريخ الخامس من أكتوبر لعام 2011 بقبول خريجي كليات التعليم الصناعي وكلية التربية (شعبة تعليم صناعي) نسبة أل 5% من المقبولين بالثانوية العامة والتي أقرت من قطاع التعليم الهندسي واعتمدت من المجلس الأعلى للجامعات، ومد إمكانية قبول الشهادات حتى آخر 10 سنوات بدلاً من 5 سنوات، وقبول الطلاب بغض النظر عن التقدير، وفتح باب القبول في المعاهد العليا لخريجي التعليم الصناعي، ويتم تسجيل خريج أي من الشعب العلمية بكليات التعليم الصناعي، وكذلك كلية التربية شعبة تعليم صناعي والراغب في الالتحاق بكليات الهندسة في الفرقة الأولى بكليات الهندسة (بعد السنة الإعدادية) محملاً بمقررات: (الرياضيات- الميكانيكا- الفيزياء- الكيمياء). بمصاريف 5 آلاف للعام الواحد. وقد قرر وزير التعليم العالي سيد عبد الخالق في عام 2014 إلغاء قرار أحقية طلاب كلية التعليم الصناعي في استكمال دراستهم بكليات الهندسة.
و بعد خيبة الأمل التي اصابت خريجى كليات التعليم الصناعى في تبديد حلمهم بمقاصة عادلة للالتحاق بكلية الهندسة بعد هذا القرار قام خريجي الكلية بإنشاء الصفحات والمجموعات على مواقع التواصل الإجتماعى لإنشاء نقابة خاصة بهم تمنحهم مسمى وظيفى هندسى بسوق العمل واستقر الاسم المقترح بعد دراسة النماذج المشابهة بالدول العربية على (نقابة المهندسين التطبيقيين)
و تم تجميع قرابة الخمسة آلاف توكيل لتأسيس النقابة ونظرا لعدم وجود مجلس الشعب آنذاك ووفقآ لما أصدرته وزارة القوى العاملة من إعلان الحريات النقابية في 12 مارس 2011 متضمناً اعتراف الوزارة بحق العمال المصريين (العامل هو كل من يعمل بأجر لدى الغير) في إنشاء نقاباتهم طبقاً لالتزامات مصر وتصديقها على الاتفاقيات والعهود الدولية وفي مقدمتها الاتفاقية 87 لسنة 1948 والاتفاقية 98 لسنة 1949، تقدم خريجوا التعليم الصناعي لإنشاء النقابة طبقا لهذا القانون. وقاموا بعقد الجمعية العمومية الأولى بالإسكندرية ثم عقدت جمعية عمومية آخري بمحافظة البحيرة واقررت لائحة النظام الأساسي وإنهاء أوراق التقدم بالنقابة وبالفعل تم التقدم ولكن تم رفض الدعوة أنداك من مديرية القوى العاملة بالإسكندرية بسبب الفساد المالي الذي صاحب الثورة في إنشاء النقابات المستقلة كما تعلل بذلك مسئولي وزارة القوى العاملة بالإسكندرية.ثم قاموا بعدها بالقيام بالمظاهرات وألاحتجاجات أمام الجهات المعنية دون حدوث آي جديد يذكر على آي مستوى. وذلك خلال عام 2013 – 2014 .

```
حتى بدأوا في 
عقد الجمعية العمومية
[
9
]
 الثانية لمشروع النقابة في الإسكندرية يوم الجمعة الموافق 31 يوليو 2015 تم إقرار لائحة النظام الأساسي وعقد انتخابات مجلس إدارة النقابة والذي نتج عنه أن أصبح م.ت/ حسن رمضان عبد الصادق وكيل مؤسسي النقابة رئيسا لها ومتحدثا رسميا باسم النقابة.
```

ثم تقدمت النقابة (تحت التأسيس) رسميا لمديرية القوى العاملة بالإسكندرية والتي تسلمت الملف بتاريخ السادس والعشرون من شهر أغسطس عام 2015 وأبلغت النقابة بإرسال الأوراق إلى وزارة القوى العاملة للفحص والتحريات الأمنية وموافاتها بالرد بإيصال الإيداع خلال شهر من تاريخه.

و مازالت وزارة القوى العاملة  تتعنت في إصدار إيصال باستلام أوراق النقابة إذانآ ببدء العمل بها وإصدار كارنيهات العضوية للخريجين كمهندسين تطبيقيين. وقد اتخذ القائمون على النقابة منحني جديد بعد ذلك و قاموا بعقد عدة لقاءات مع كل الأطراف المعنية بقضية تطوير التعليم الهندسي ( نقابة المهندسين المصرية - وزارة التعليم العالى - اعضاء لجنة التعليم بمجلس النواب ) كما حضروا مؤتمرات عدة فى ذات السياق لتطوير التعليم الهندسي و فض الإشتباك القائم بين خريجي كليات التعليم الصناعي و اعضاء نقابة المهندسين المصرية . 
و قد نتج عن ذلك تقدم القائمين على مشروع النقابة لصندوق تطوير التعليم بمجلس الوزراء بمشروع قانون النقابة لمناقشته و تقديمة للبرلمان متضمنآ رؤية الخريجين و الطلاب بعد عقد حوارات موسعة مع كل الكيانات الطلابية و كذلك الخريجين . 
و في يوم فبراير من عام 2021 وافق مجلس الوزراء  على مشروع قانون بشأن إصدار قانون نقابة التكنولوجيين، الذي يأتي في إطار العمل على تنظيم مهنة التكنولوجيين، وجمع الخريجين تحت مظلة نقابية تعمل على تعزيز مكانتهم في سوق العمل، وإرساء الثقة بين أعضائها، وصقلهم بالمهارات والمعارف والتقاليد اللازمة، إلى جانب فتح قنوات اتصال مباشرة مع مختلف الجهات ذات الصلة؛ بهدف التسويق لهذه الفئة والتعريف بها، والحفاظ على مهنتهم وتطويرها، والعمل على إعانتهم، وتقديم الخدمات الاجتماعية والصحية لهم.
و وافق مجلس النواب نهائيا، يوم الثالث من يناير عام 2024 على مشروع القانون المقدم من الحكومة بإصدار قانون انشاء نقابة التكنولوجيين نهائيًا، بعدما وافق عليه المجلس في مجموع مواده في ديسمبر من عام 2023.